# کرمنیک (بلغارستان)
کرمنیک (به بلغاری: Kremenik) یک منطقهٔ مسکونی در بلغارستان است که در شهرستان دوپنیتسا واقع شده‌است.